# Blepephaeus undulatus
Blepephaeus undulatus är en skalbaggsart som beskrevs av Pu 1999. Blepephaeus undulatus ingår i släktet Blepephaeus och familjen långhorningar. Inga underarter finns listade.